# Шайхы
Шайхы (каз. Шайхы сеылы, до 2006 г. — Марты́шкино) — сел в Курмангазинском районе Атырауской области Казахстана. Входит в состав Тенизского сельского округа. Код КАТО — 234663400.

## Население
В 1999 году население села составляло 53 человека (22 мужчины и 31 женщина). По данным переписи 2009 года, в селе проживало 60 человек (25 мужчин и 35 женщин).